# Moeder Meense

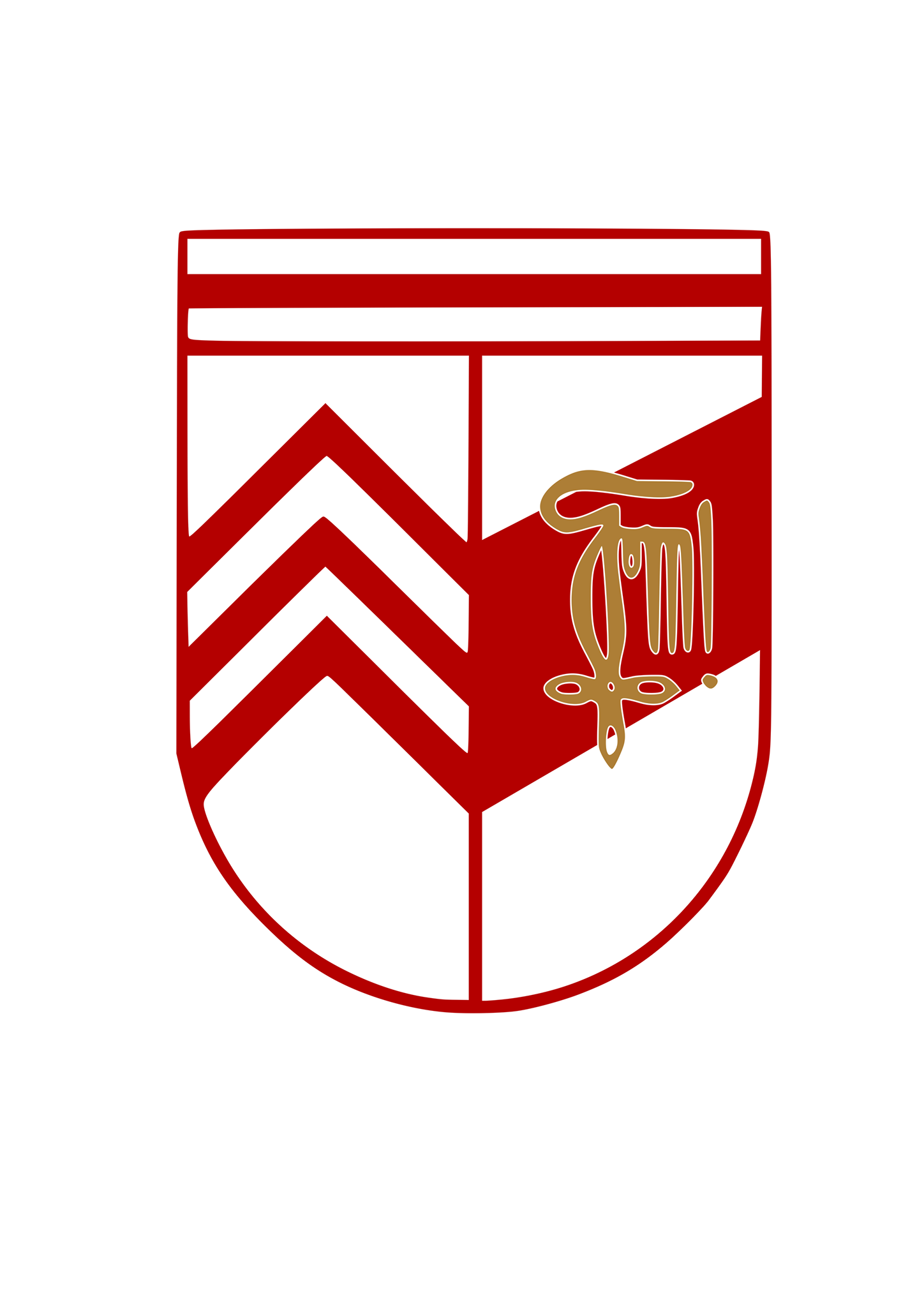
Wapenschild van Moeder Meense

Moeder Meense is een Leuvense hoogstudentenclub voor mannen, deel van het Seniorenkonvent Leuven.

## Beschrijving
De club is elke maandag en dinsdag actief in Leuven en heeft als stamkroeg Lapaz in de Tiensestraat in Leuven. De clubkleuren zijn wit-rood-wit, met rood als hoofdkleur. De linkerhelft van het schild van Moeder Meense toont het wapenschild van de West-Vlaamse gemeente Menen, de rechterhelft is ingevuld met de zirkel. De club heeft als leuze: Vlaemsch ende vroom.
Moeder Meense is een van de zes West-Vlaamse studentenclubs, onder de overkoepelende West-Vlaamse Gilde, op zijn beurt deel van het Seniorenkonvent Leuven.

## Geschiedenis
De club werd in 1902 opgericht als de Menense Gilde door Paul Barbe en maakt deel uit van het Leuvense studentenleven. Aanvankelijk was het bedoeld voor mannelijke studenten uit Menen en omstreken, en mettertijd nam het studenten aan de KU Leuven uit heel West-Vlaanderen onder zijn vleugels. De mogelijkheid bestaat dat er al eerder een Meense vereniging van universiteitsstudenten bestond en dat de voorgeschiedenis van de club teruggaat tot 1882. Ook bestaat er een mogelijkheid dat de Menense club aanvankelijk bij de (voorloper van de) Oostendse hoorde maar in 1890 zelfstandig werd. Het clubjaar 1902-1903 wordt echter als het officiële stichtingsjaar en Paul Barbe als de oprichter en eerste preses beschouwd. In 1912 ontstond de Oostendse Gilde uit de Menense Gilde en tot in de jaren zestig was het de traditie dat de preses van de Meense ook lid was van de Oostendse en omgekeerd.
Na de Eerste Wereldoorlog werd de benaming veranderd in Moeder Meense, een gevolg van de Vlaams-radicaliserende transformatie die vele clubs in die tijd ondergingen.

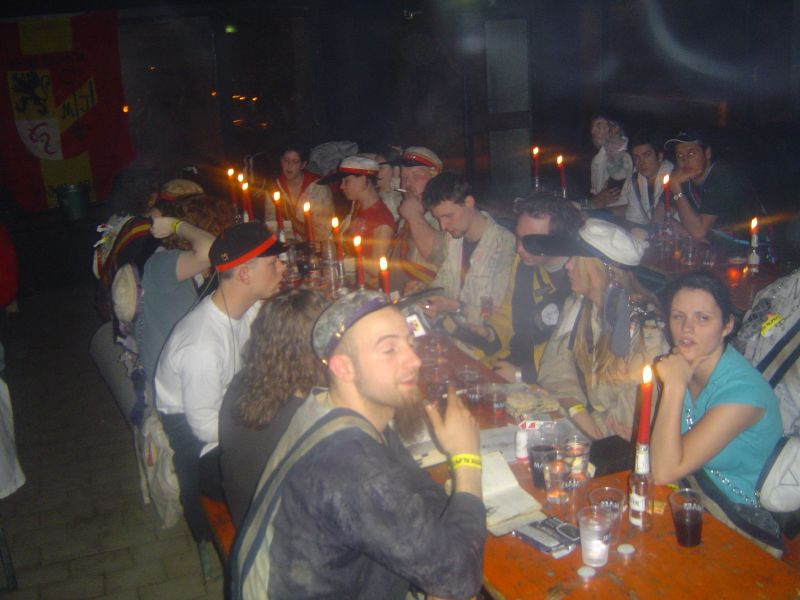
Leden van een studentenclub op een cantus.

De club bewaart de verslagboeken vanaf 1929, met sommige periodes die grotendeels blank gebleven zijn. De traditie blijft bewaard dat na elke activiteit een verslag wordt ingeschreven of ingeplakt met bijhorende illustraties of foto's. De rode jasjes met schild hebben als doel de leden in het straatbeeld te laten opvallen.
De club kende een wisselend succes met pieken van 29 leden in 1911-1912, 33 leden in 1935-1936 en 75 leden in 1960-1961. Het dieptepunt was het clubjaar 1991-1992 met 7 leden. Moeder Meense richtte in 1936 een bal in en in 1953 een thé dansant (later ook TD genoemd). Sinds 1972 wordt jaarlijks op de derde donderdag van oktober een ereledencantus gehouden, waarop een bus met ereleden naar Leuven wordt gevoerd. Leden worden toegelaten in de club na initiatie in een studentendoop (of ontgroening).

## Problematiek en reglementering
De traditionele studentendopen bij (Leuvense) studentenclubs komen af en toe in opspraak, bijvoorbeeld na aanklachten betreffende dierenmishandeling in 2013. De Universiteit Leuven richtte als reactie daarop een doopcharter op in een poging de studentendopen bij clubs en verenigingen veiliger te maken en te reglementeren. Door het ondertekenen van het charter verbindt een vereniging zich ertoe aan de stad door te geven waar en wanneer hun doop zal plaatsvinden, geen levende gewervelde dieren te gebruiken tijdens dooprituelen, en zich te onthouden van onder andere het plegen van geweld, racisme, staking, afpersing, pesterijen, ongewenst seksueel gedrag en discriminatie. Tussen 2013 en 2019 weigerde Moeder Meense het doopcharter te ondertekenen. In april 2019, volgend op de dood van een student in Leuven, werd besloten het doopcharter toch te ondertekenen, samen met 27 andere clubs van het Seniorenkonvent die daarvoor nog niet getekend hadden.

## Voetnoten
1. ↑  De oprichting van Moeder Oostendse, De Plate, januari 2005, p. 23, via vliz.be. Gearchiveerd op 3 juni 2025.
2. ↑  Leden studentenclub Reuzegom schoten biggetje dood. Het Nieuwsblad. Gearchiveerd op 2 juni 2021. Geraadpleegd op 30 juli 2020.
3. ↑  20-jarige in coma na studentendoop: jongeman dronk zo veel vissaus dat hij hartaanval kreeg. Het Nieuwsblad. Gearchiveerd op 2 juni 2021. Geraadpleegd op 30 juli 2020.
4. ↑  Wat staat er eigenlijk in het Leuvense doopcharter?. www.veto.be. Geraadpleegd op 30 juli 2020.
5. ↑  "Uiteindelijk toch akkoord over doopcharter", HLN.

Antwerpse Gilde: Moeder Semini · KVHC Sinjoria · Dolfijnen · Mastentop 
Brabantse Gilde: Bezem Brussel · KVHC Lovania · Ons Hageland · Payottenland
Limburgse Gilde: Hesbania ·  Hasseleta · Heidebloem · Klamme Hand · Maaslandia · Mijnlamp
Oost-Vlaamse Gilde:
KVHC Meetjesland · Moeder Oilsjterse · Zuid-Oost-Vlaamse Club · Waasse Club
West-Vlaamse Gilde: Moeder Brugse